# Lithí (Chios)
Lithí, en grec moderne : Λιθί, est un village de l'île de Chios, en Égée-Septentrionale, Grèce.
Selon le recensement de 2011, la population du village compte 397 habitants.